# Cy Chadwick
Cy Chadwick (Leeds, 2 giugno 1969) è un attore, regista e produttore televisivo britannico.

## Biografia
Il suo ruolo di rilievo è stato quello di Nick Bates nei 205 episodi della longeva telenovela britannica Emmerdale Farm tra il 1985 e il 1996.
Un anno dopo aver lasciato la serie, Chadwick, nato a Leeds, ritornò presso la Yorkshire ITV come regista televisivo.
Chadwick, produttore televisivo indipendente, è il co-fondatore della casa di produzione "ATypical Media". Lavora per la BBC Entertainment dirige e produce la serie Young Professionals of the Year per BBC Three.
Cy ha recentemente deciso di riprendere a recitare davanti alle telecamere interpretando Peter Stringfellow nella serie televisiva The String, la quale sarà prossimamente trasmessa su ITV3.